# Dornier Komet I und II
Die Dornier Do C III Komet I und Do P Komet II waren einmotorige Hochdecker-Verkehrsflugzeuge des am Bodensee ansässigen Flugzeugherstellers Dornier-Werke aus den 1920er-Jahren. Der Erstflug der Komet I erfolgte am 10. Februar 1921, die Komet II flog am 9. Oktober 1922 zum ersten Mal.

## Geschichte
Die Modelle Komet I und Komet II waren Landversionen des Verkehrsflugbootes Delphin.
Die Tragflügel und Leitwerke stimmten weitgehend überein, nur der Rumpf konnte abgeändert werden, da er nicht mehr als Boot dienen musste. Er lag auch sehr tief, so dass ein Einstieg auch ohne irgendwelche Hilfsmittel möglich war. In der Kabine saßen sich die Passagiere paarweise gegenüber, der Pilotensitz war offen auf dem Rumpf hinter dem Tragflügel.
Die Unterschiede der Komet I und Komet II lagen hauptsächlich bei den verwendeten Motoren und den damit verbundenen Differenzen, was Abmessungen, Leistungen und Massen betraf.
Bereits zu Silvester 1922 flog die Komet II als erstes deutsches Verkehrsflugzeug nach London-Lympne, danach wurde am 3. Mai 1923 eine planmäßige Verkehrsverbindung London–Berlin eröffnet.
Bald danach wurde auch die Strecke Moskau–Odessa beflogen und ab März 1924 auch die Strecke Berlin–Dresden–Prag–Wien.
Die Dornier Komet flog außer in Deutschland auch in der UdSSR, in Spanien und in Kolumbien.

## Konstruktion

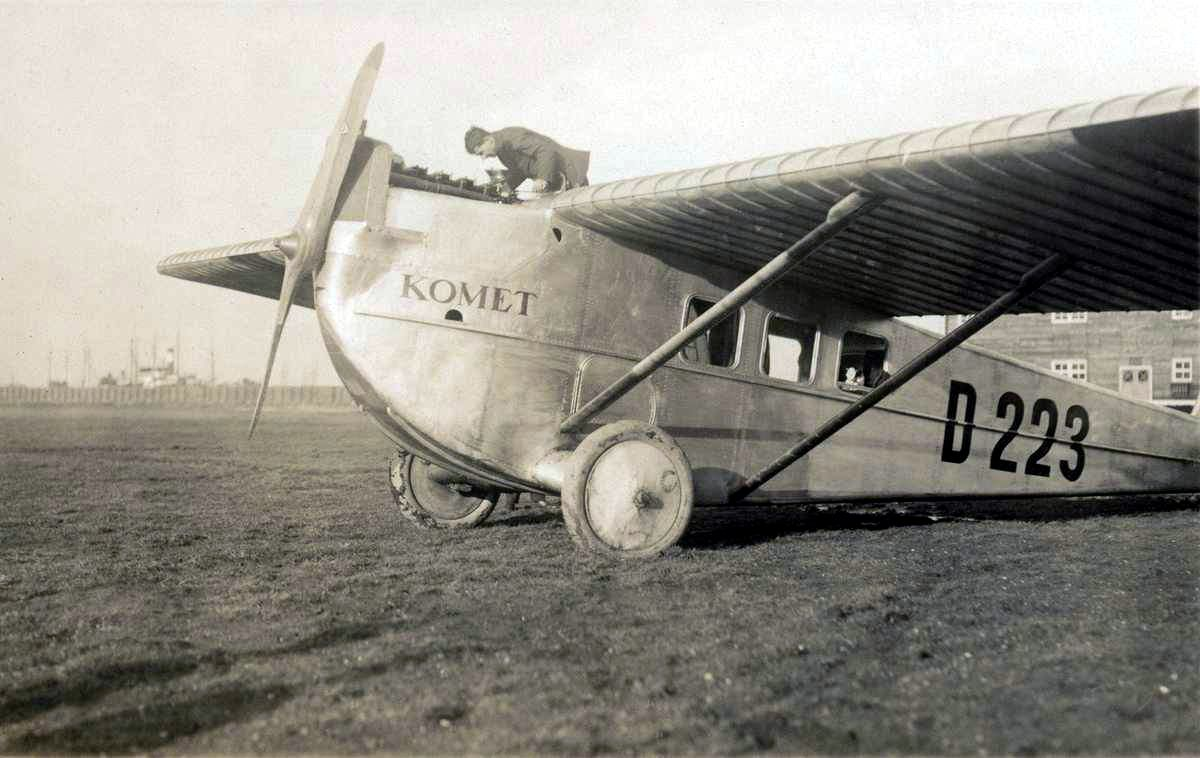
Komet II (D–223)

Die Dornier Komet war ein Hochdecker mit verstrebten, nicht verspannten Ganzmetall-Tragflächen. Der Rumpf war in Ganzmetall-Halbschalenbauweise hergestellt und lag sehr dicht über dem Boden. Auch das Leitwerk war aus Ganzmetall in Normalbauweise, die Ruder waren aerodynamisch ausgeglichen. Die Achse des Fahrwerks lag teilweise im Rumpf und war außerhalb tragflügelähnlich verkleidet; am Heck war ein einfacher Sporn angebracht.
Als Triebwerk diente bei der Komet I der flüssigkeitsgekühlte stehende Sechszylinder-Reihenmotor BMW IIIa mit 185 PS, bei der Komet II ein Rolls-Royce Falcon III mit 260 PS. Beide Modelle hatten einen festen Zweiblatt-Holzpropeller.

## Technische Daten

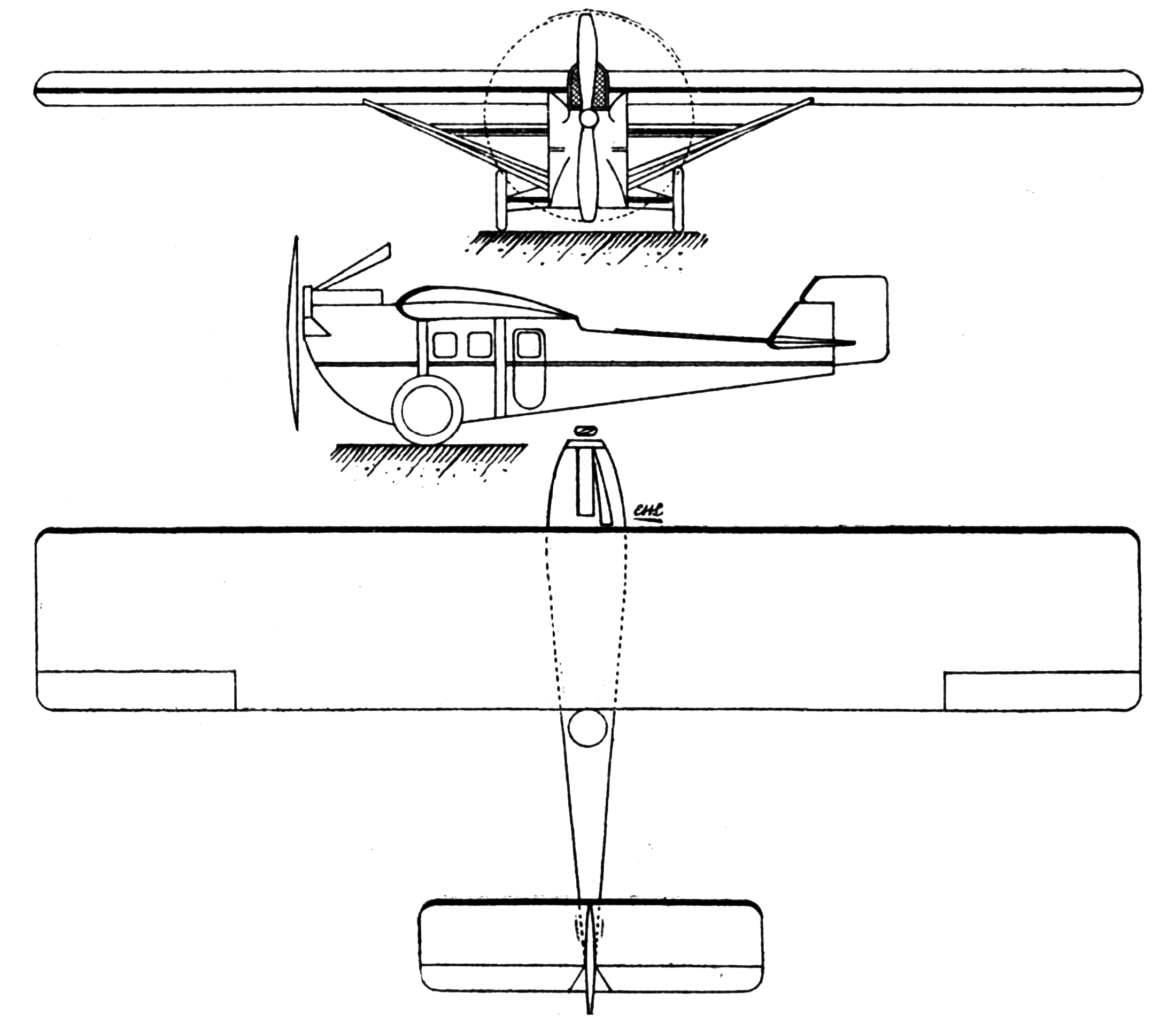
Dreiseitenansicht

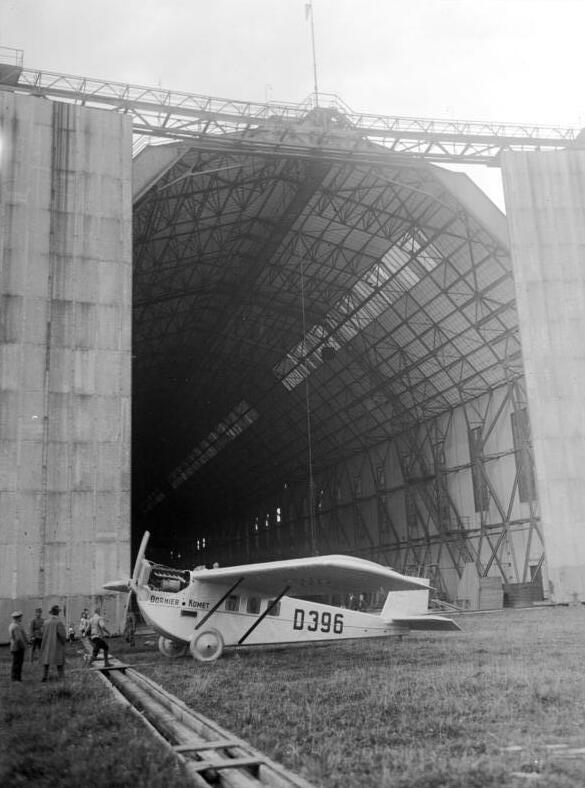
Komet II vor der Luftschiffhalle in Friedrichshafen

| Kenngröße             | Daten (Do C Komet I)                          | Daten (Do P Komet II)                      |
| --------------------- | --------------------------------------------- | ------------------------------------------ |
| Besatzung             | 1–2                                           | 1–2                                        |
| Passagiere            | 4–6                                           | 4–6                                        |
| Länge                 | 10,20 m                                       | 10,28 m                                    |
| Spannweite            | 17,00 m                                       | 17,00 m                                    |
| Höhe                  | 2,75 m                                        | 2,75 m                                     |
| Flügelfläche          | 50,00 m²                                      | 47,40 m²                                   |
| Leermasse             | 1250 kg                                       | 1500 kg                                    |
| Zuladung              | 750 kg                                        | 750 kg                                     |
| Startmasse            | 2000 kg                                       | 2250 kg                                    |
| Antrieb               | BMW IIIa mit 185 PS (136 kW)                  | Rolls-Royce Falcon III mit 260 PS (191 kW) |
|                       | Zweiblatt-Luftschraube                        |                                            |
| Kraftstoffvorrat      | 305 l                                         | 322 l                                      |
| Höchstgeschwindigkeit | 165 km/h in Bodennähe 142 km/h in 2000 m Höhe | 170 km/h in Bodennähe                      |
| Reisegeschwindigkeit  | 130 km/h in Bodennähe                         | 135 km/h in Bodennähe                      |
| Dienstgipfelhöhe      | 4800 m                                        | 4500 m                                     |
| Steigzeit             | 10 min auf 1000 m Höhe 25 min auf 2000 m Höhe | k. A.                                      |
| Reichweite            | 680 km                                        | 720 km                                     |
| Flugdauer             | 4 h                                           | 4 h                                        |
| Startrollstrecke      | 190 m                                         | k. A.                                      |
| Landerollstrecke      | 140 m                                         | k. A.                                      |